# Легенди на Дисни
Легенди на Дисни (на английски: Disney Legends) е награда, която се присъжда от „Уолт Дисни Къмпани“ на лица, които „са оказали значително влияние върху наследството на Дисни“. Отличието е учредено през 1987 г. и първоначално се връчва всяка година на специална церемония. От 2009 г. наградата се присъжда на всеки две години по време на D23 Експо на „Дисни“.

## Критерии
Лауреатите се избират от комисия по подбор, по-рано назначавана и председателствана от Рой Е. Дисни, племенник на Уолт Дисни, бивш заместник-председател и почетен директор на „Уолт Дисни Къмпани“. Комисията се състои от дългогодишни ръководители на „Дисни“, историци и други авторитети. Освен самата статуетка на наградата, лауреатите се награждават с бронзова възпоменателна плоча, включваща отпечатъците на дланите и подписа им, ако са живи, или просто изображение на емблемата на статуетката, ако награждаването е посмъртно. Плакетите са изложени на „Площадът на наградените“ в „Уолт Дисни Студиос“ в Бърбанк, Калифорния срещу сградата на Майкъл Д. Айснер.

## Награда
Андреа Фавили създава статуетката, която всяка година се изработва ръчно от бронз. Наградата изобразява ръката на Мики Маус, държаща вълшебна пръчка със звезда.
Дисни описва наградата по следния начин:
Наградата се състои от три различни елемента, които характеризират приноса на всеки удостоен с нея.

Спиралата ... символизира въображение, силата на една идея.

Ръката ... държи даровете на умението, дисциплината и майсторството.

Вълшебната пръчка и звездата ... означават магия: искрата, която се запалва, когато въображението и уменията се комбинират, за да създадат нова мечта.